# シュコダ36T
36Tは、チェコの鉄道車両メーカーであるシュコダ・トランスポーテーションが開発・生産する路面電車車両。バリアフリーに適した超低床電車で、ドイツのライン＝ネッカー広域連合圏内で鉄道・路面電車を運営するライン＝ネッカー交通が進める新型車両プロジェクト「ライン＝ネッカー・トラム2020（Rhein-Neckar-Tram 2020、RNT 2020）」の一環として、編成長が異なる37Tおよび38Tと共に導入が行われており、最初の車両は2023年4月から営業運転を開始した。

## 導入までの経緯
ライン＝ネッカー交通は、マンハイムやルートヴィヒスハーフェン・アム・ライン、ハイデルベルクなどのライン＝ネッカー広域連合に大規模な鉄道・路面電車の路線網を有している。これらの路線では、ライン＝ネッカー交通が設立される以前の1990年代からバリアフリーに適した超低床電車（6MGT、8MGT）が導入されていたが、耐用年数が近づいた事を受け、快適性の向上、メンテナンスコストの削減、今後の利用客増加への対応を見込み、ライン＝ネッカー交通はこれらの車両の置き換えを決定し、2017年3月に新型電車の入札を実施した。そして2018年6月、チェコのシュコダ・トランスポーテーションが80両＋オプション34両の契約権を獲得した事が発表された。その際に締結された契約内容に基づき、同社が生産する車両が36T、37Tおよび38Tである。

## 概要
3形式とも両運転台の連接車で、36Tは3車体連接車、37Tは4車体連接車、38Tは6車体連接車である。そのうち全長58,250 mmの38Tは世界最長の路面電車車両である。ただし、37Tと38Tについては車両全体が完全な連接構造ではなく中央部で連結された2両編成に近い構造となっており、車両番号も双方の車体で分かれている。これは車両基地での切り離しを目的としたもので、一方の部分が軽微な修理が必要となった際に修理の対象となっていない正常な車両の部分を他の車両部分と連結する事が可能となり、運用の柔軟性が向上される。
クラッシャブルゾーンが設けられた前後車体の運転台側に存在する台車は回転軸を備えており、メンテナンスコストの削減や線路の摩耗の減少が図られている一方、動力台車上部の床上高さは他の部分と比べて高くなっており、車内には段差が設けられている。制動装置には使用時に電力を回収な回生ブレーキが設置されている他、充電池や電気二重層コンデンサの設置も可能な構造となっている。
車内の座席は基本的に布張りで、ライン＝ネッカー交通の鉄道路線網をモチーフにした三角形があしらわれたデザインが採用されている。一方、一部の座席は利用客のニーズに基づき木目張りが採用される事になっている。座席配置は通路を挟んで2人掛けの座席が向かい合うボックスシートを基本としているが、通路側の座席をずらして配置しており、窓側の座席へ向かいやすくしている。また、車内には冷暖房双方に対応した空調装置が完備されており、照明はエネルギー消費を抑えたLEDが用いられている。車内の情報案内装置には次の電停の案内や車両の目的地、路線番号が表示される他、車内には広告やニュースが表示されるスクリーンが設置される。全ての乗降扉は低床部分に設けられており、前後車体には車椅子やベビーカー、自転車が設置可能なフリースペースが存在する。

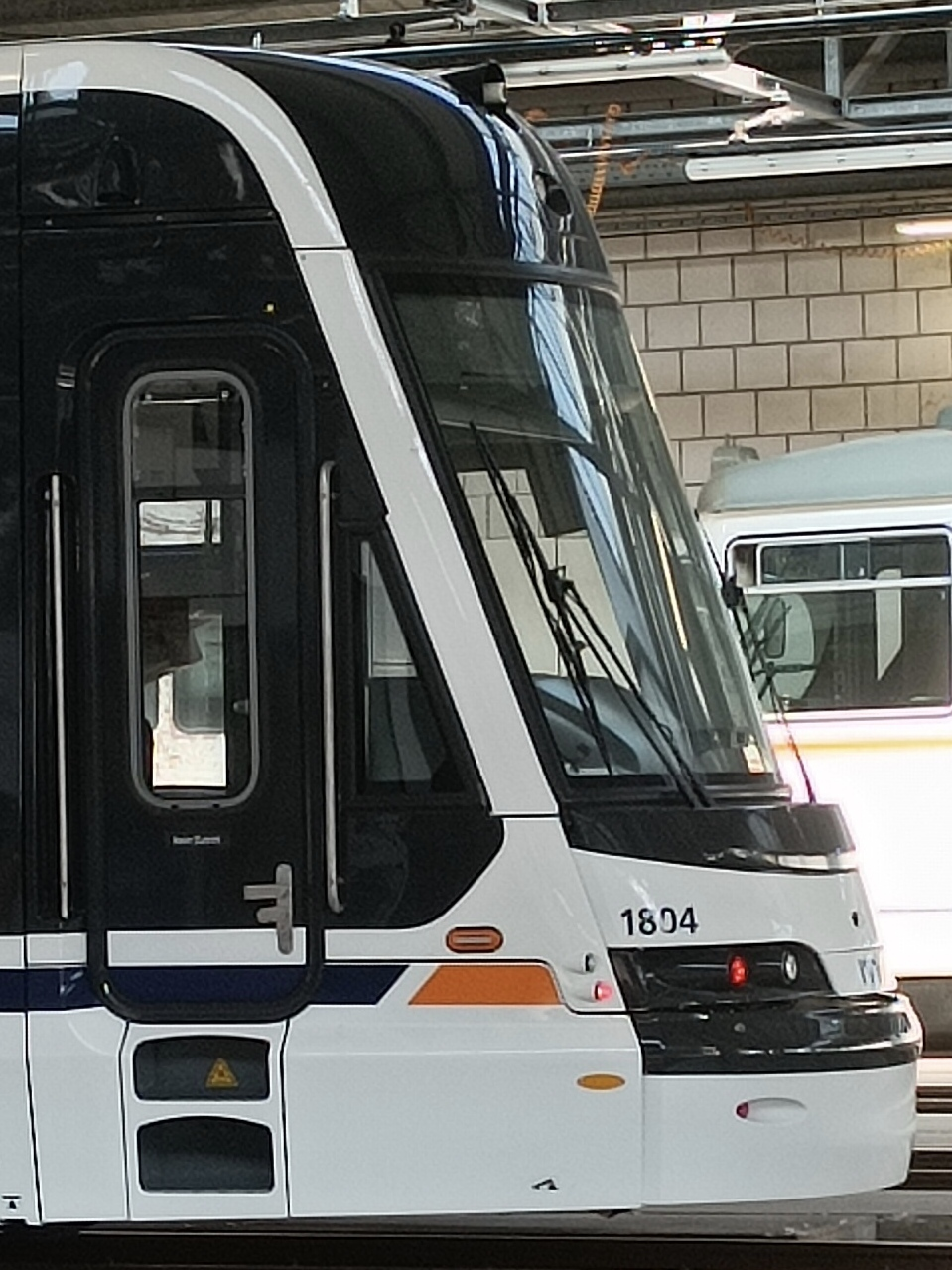
クラッシャブルゾーンを備えた前面（37T、1804）
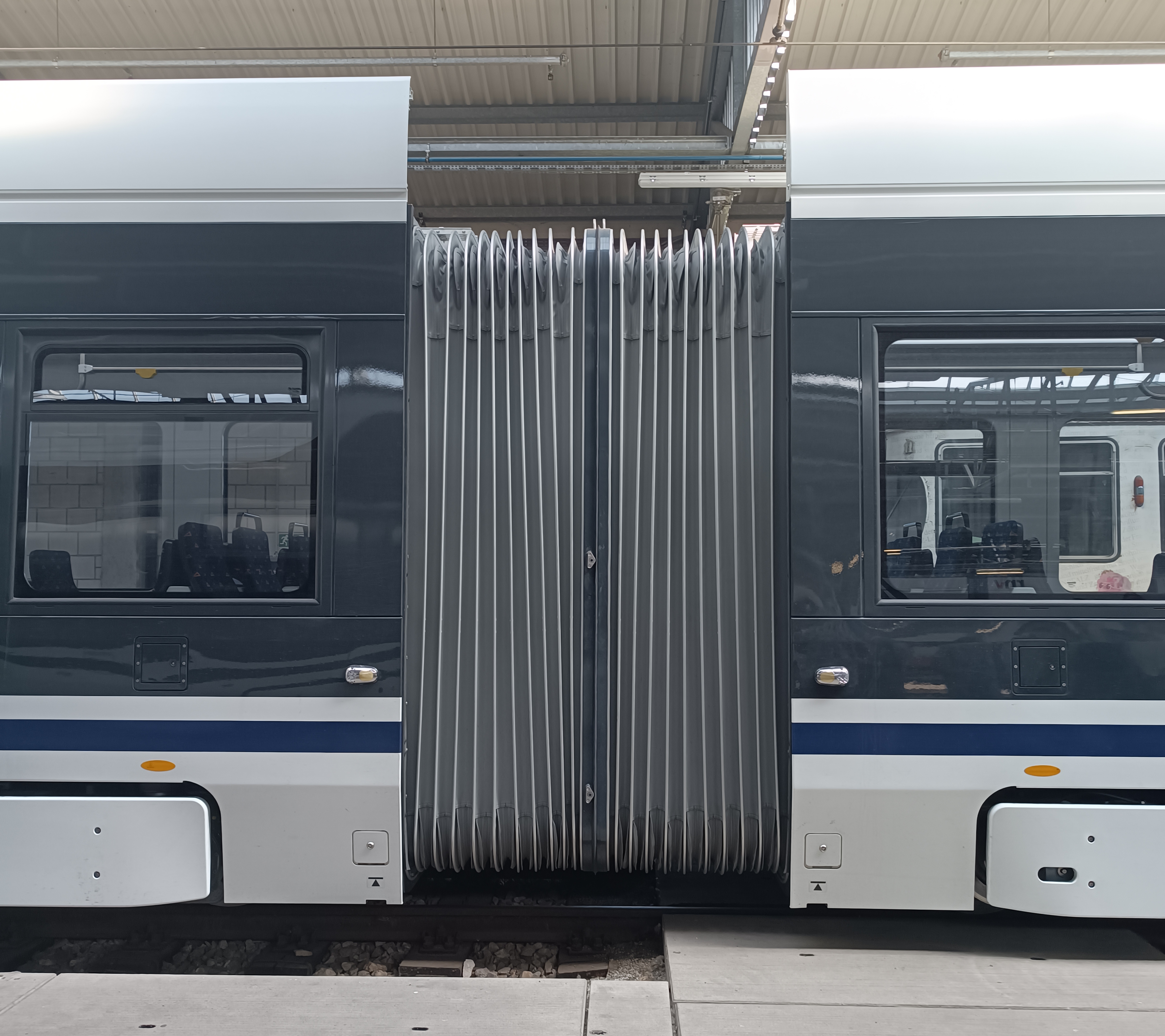
37Tと38Tは編成の中央部分が連節構造になっていない（37T、1801＋1802）
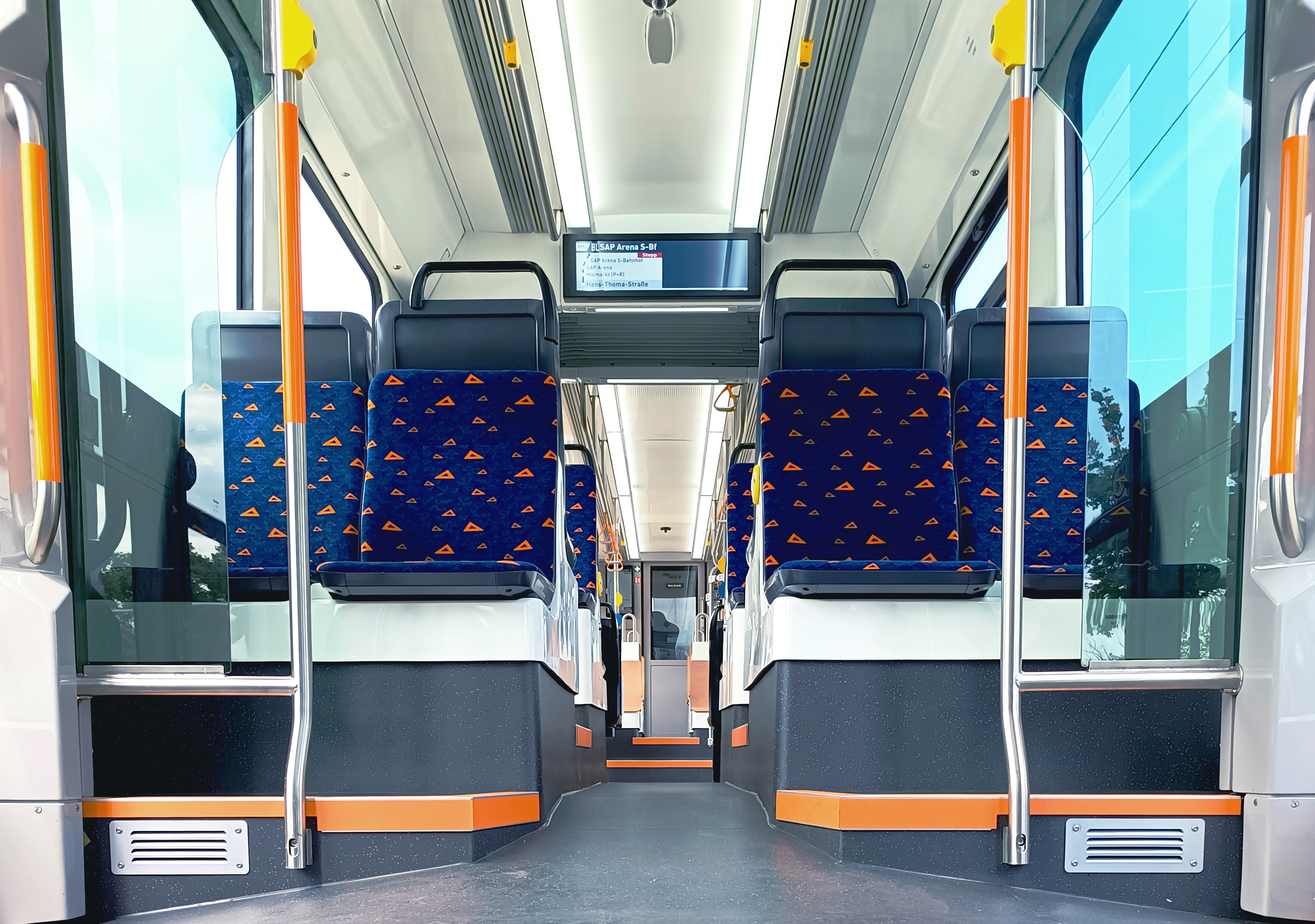
車内（36T）

## 運用
最初の車両となった36T（1401）は2022年に完成し、同年に開催されたイノトランスへの展示が行われた。その後は追加で生産された車両も含めてライン＝ネッカー交通での試運転が進められ、2023年4月14日から営業運転を開始した。以降、2025年までに37Tや38Tを含めた全80両の納入が完了する事になっている。また、ライン＝ネッカー交通では今後34両の追加発注の検討も行われている。

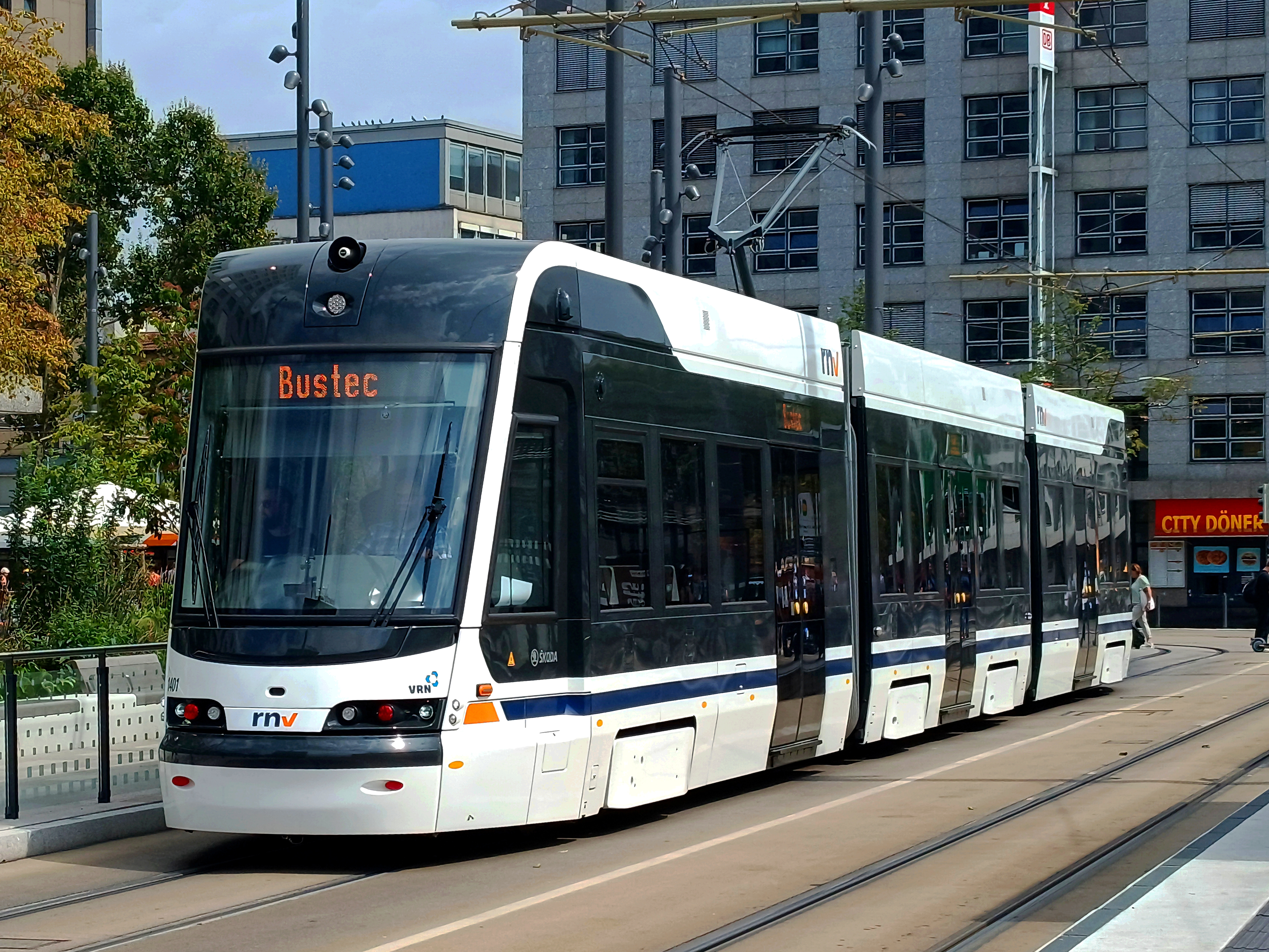
併用軌道を走行する36T（1401） （2023年撮影）
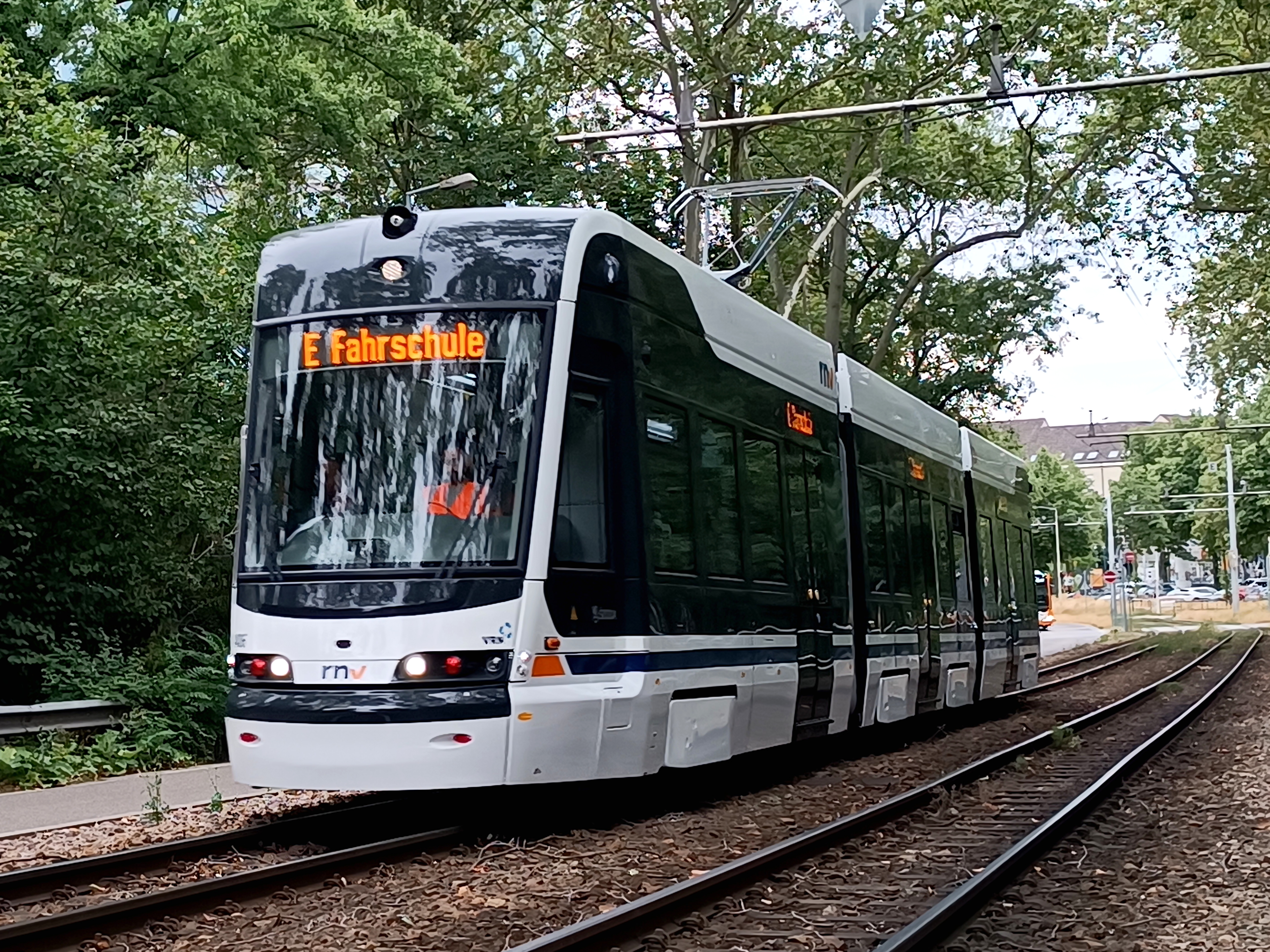
専用軌道を走行する36T（1406） （2023年撮影）
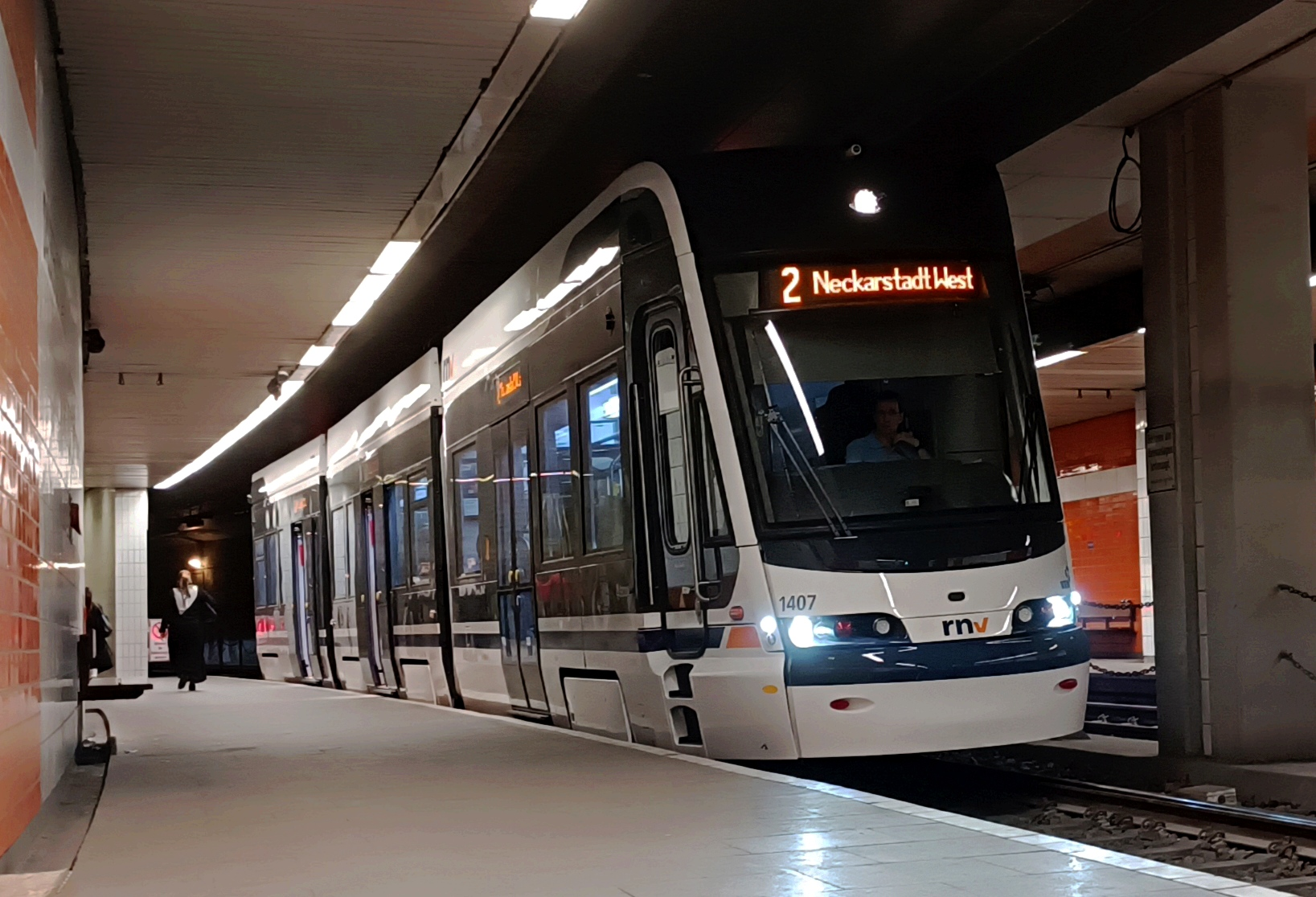
マンハイム市内の地下区間へ乗り入れる36T（1407） （2023年撮影）
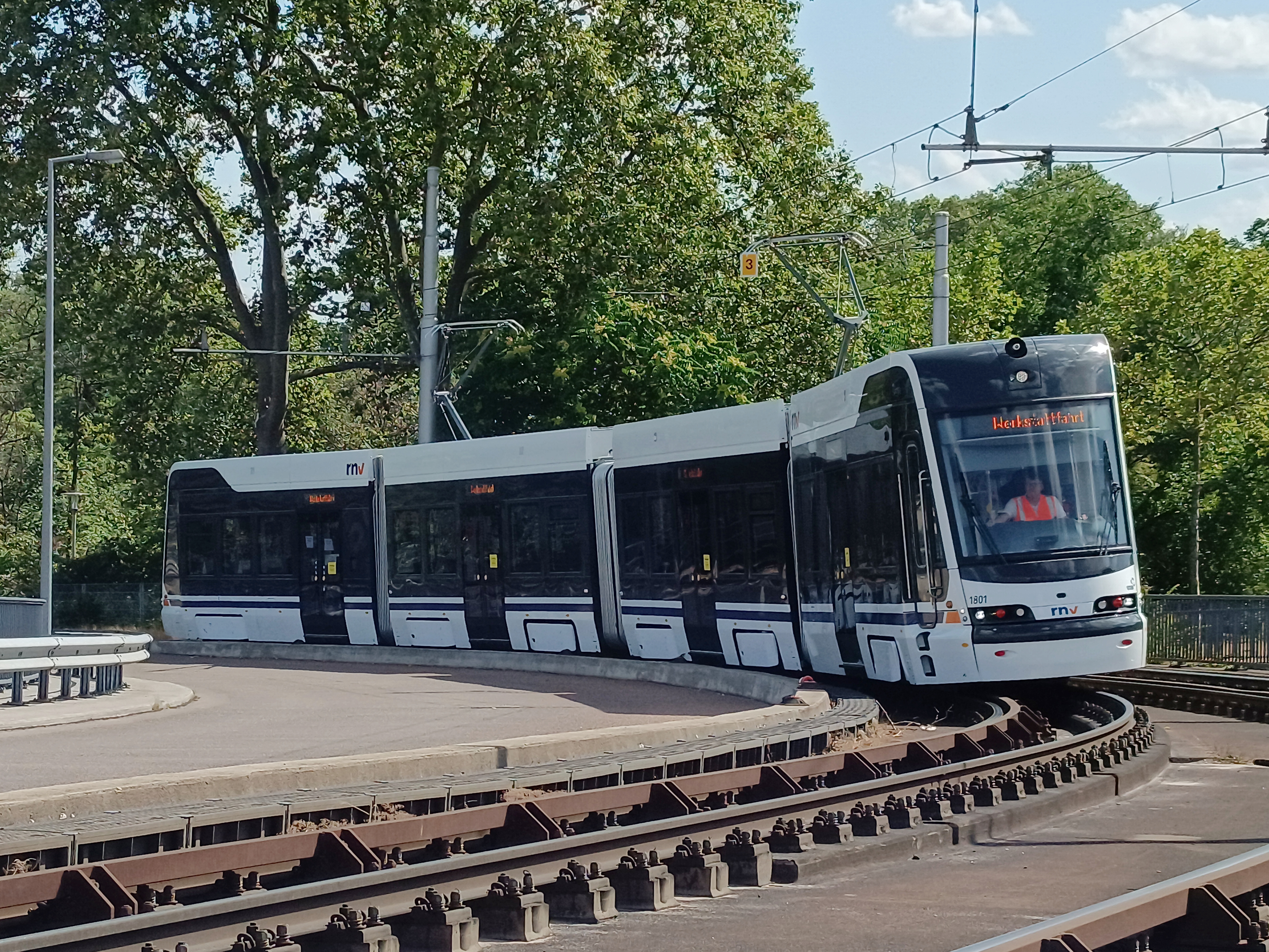
37T（1801＋1802） （2023年撮影）

## その他
36Tのうち、1両（1408）については、2023年以降超低床電車の導入が計画されているゴータ市電でのテスト走行が行われている。